# Manuel Holobol
Manuel Holobol (gr: Μανουήλ Ηολοβολος, Manuel Holobolos) – poeta bizantyński, żyjący w drugiej połowie XIII wieku.

## Życie
Manuel Holobol żył w drugiej połowie XIII stulecia. Jego biografię napisał historyk Jerzy Pachymeres. Holobol był osobistym sekretarzem Michała VIII Paleologa. Za krytykę postępowania cesarza został ukarany obcięciem nosa i warg. Schronił się wówczas do klasztoru Studios, gdzie zasłynął jako nauczyciel logiki i płomienny kaznodzieja. W 1267 roku został powołany w miejsce Jerzego Akropolity na stanowisko profesora logiki wyższej szkoły patriarchalnej i na kaznodzieję w świątyni Hagia Sophia. Sprzeciwiał się unii kościelnej z Zachodem, do której zmierzał cesarz, co spowodowało jego wygnanie do klasztoru w Nicei.

## Twórczość
Holobol napisał 20 hymnów religijnych, zadedykowanych cesarzowi Michałowi VIII i jego synowi Andronikowi II. W hymnach opisuje święta kościelne wtrącając w tekst utworów pochlebstwa skierowanymi do władców. Dwa z tych hymnów można datować na lata 1279 i 1281. Holobol napisał również mniejsze utwory: hymny na cześć obrazu Matki Bożej, monostychy o Męce Pańskiej i o relikwiach św. Jana Chryzostoma. Dwa wiersze w formie dialogu są poetyckimi mowami żałobnymi na śmierć Komnenów: Konstantyna Maliasena i Andronika Tornikesa. Holobolos był również autorem listu pocieszającego do kuzynki cesarza Manuela, Teodory Paleologiny Raulajny. Panegiryk Holobola na cześć Michała VIII ma pewną wartość historyczną.
Oprócz poezji Holobol zajmował się też filologią. Dał komentarz, schólion, do Analityk (Analytiká) Arystotelesa i dokonał przekładu z języka łacińskiego De differentiis topicis i De syllogismo hypothetico Boecjusza.